# 西羅基博伊 (蒙大拿州)
西羅基博伊（英語：Rocky Boy West）是位於美國蒙大拿州舒托縣及希爾縣的普查規定居民點。

## 人口
根據2020年美國人口普查的數據，西羅基博伊的面積為14.11平方千米，皆為陸地。當地共有人口1042人，而人口密度為每平方千米73.85人。